# La Florida (Albacete)
La Florida es un núcleo de población del municipio de Albacete (España) situado al oeste de la capital.
Está situado junto a la autovía A-32. Según el Instituto Nacional de Estadística, tiene una población de 34 habitantes (2016).